# Győző Mogyorossy
Győző Mogyorossy   (Debrecen, 23 de desembre de 1914 - Budapest, 20 de desembre de 1981) va ser un gimnasta artístic hongarès que va competir durant les dècades de 1930 i 1940.
El 1936 va prendre part en els Jocs Olímpics de Berlín, on disputà vuit proves del programa de gimnàstica. Destaca la setena posició en la prova del concurs complet per equips, mentre en totes les proves individuals finalitzà més enllà de la seixantena posició. El 1948, una vegada finalitzada la Segona Guerra Mundial, va disputar els Jocs de Londres, on va prendre part en vuit proves del programa de gimnàstica. Guanyà la medalla de bronze en la prova del concurs complet per equips, mentre en totes les proves individuals finalitzà més enllà de la trentena posició.